# Catherine Proctor
Louisa Catherine Proctor (12 de noviembre de 1878 – 24 de agosto de 1967) fue una actriz canadiense cuya carrera incluyó papeles en Broadway, en películas mudas, y en la radio y televisión. Fue llamada "una de las auténticas grandes damas del escenario" en un periódico de Montreal en 1956.

## Primeros años y educación
Proctor nació en New Edinburgh, Ontario, uno de los seis hijos de William Proctor y Catherine McDonald Proctor. Su padre trabajó en bienes raíces y hoteles, y murió en 1892. Comenzó a actuar como lectora dramática cuando aún era una niña. Asistió al Toronto College of Music y apareció en el teatro universitario  producciones.

## Carrera
Proctor tuvo una ocupada carrera teatral durante más de cinco décadas. Realizó giras con compañías de valores a partir de 1902. Sus créditos teatrales incluyeron papeles en The Pretty Sister of José, The Other Girl, Peter Pan, A Midsummer Night's Dream (1906), Paid in Full, Society and the Bulldog (1908), The Concert (1910–1912), The Easiest Way (1912), The Governor's Lady (1913), Now and To-morrow (1915), Depths of Purity (1915), Out There (1917), The Wooing of Eve (1917), Happiness (1917–1918), The Matinee Hero (1918), The Mirage (1920–1921), Ambush (1921), The Wife with the Smile (1921), East of Suez (1922), Bristol Glass (1923), Macbeth (1924), The Steam Roller (1924), Ariadne (1925), The Importance of Being Earnest (1926), L'Aiglon (1927–1928), Electra (1928), Girl Trouble (1928), Sakura (1928), The Royal Box (1928–1929), The Ghost Parade (1929), Greater Love (1931), If Booth Had Missed (1932), Nine Pine Street (1933), Ah, Wilderness! (1935), The Puritan (1936), Howdy Stranger (1937), Reflected Glory (1937), Miss Quis (1937), Biography (1937), The Late George Apley (1944–1945), Arsenic and Old Lace (1943, 1950, 1956), Mistress of Jalna (1953), y Separate Tables (1958).
En la radio, Proctor estaba en una producción de 1934 de una comedia Thursday Night. Apareció en varias películas mudas y tuvo pequeños papeles en varias imágenes sonoras más. "Sí, me he visto en una película," dijo a un periódico de Toronto en 1915. "Se siente de lo más extraño. A veces pensaba: '¿Seguro que nunca me vi tan mal como eso?'"

## Filmografía

### Cine
| - Without Hope (1914) – La Belle - Not Guilty (1915) – Dora Birch - The Foolish Virgin (1916) – Nance Anthony - A Society Scandal (1924) – Mrs. Burr - Youth Takes a Fling (1938) – Mrs. Aspitt - The Women (1939) – mujer en cabinete (sin acreditar)[cita requerida] - Emergency Squad (1940) – Emily (sin acreditar) - Abe Lincoln in Illinois (1940) - City of Chance (1940) – (sin acreditar)[cita requerida] - A Woman's Face (1941) – Mrs. Sergerblum (sin acreditar)[cita requerida] |

### Television
| Año       | Título                      | Papel              | Notas                                          | Ref.   |
| --------- | --------------------------- | ------------------ | ---------------------------------------------- | ------ |
| 1952      | Not for Publication         | Desconocido        | 1 episodio                                     |        |
| 1957      | On Camera                   | Mrs. Taylor        | 1 episodio                                     |        |
| 1958      | Johnny Belinda              | Mrs. Lutz          | Telefilme                                      | [ 35 ] |
| 1960      | Dow Hour of Great Mysteries | Mrs. Vesey         | 1 episodio                                     | [ 36 ] |
| 1960      | First Person                | Desconocido        | 2 episodios                                    |        |
| 1954–1960 | Encounter                   | Ellen              | 7 episodios                                    |        |
| 1961      | Festival                    | Lady Clem          | Episodio: "Lord Arthur Savile's Crime" (S1.E8) | [ 37 ] |
| 1961      | Festival                    | The Old Lady       | Episodio: "The Offbeats" (S1.E23)              | [ 38 ] |
| 1961      | Quest                       | Desconocido        | 1 episodio                                     |        |
| 1964      | Playdate                    | Sophie             | 1 episodio                                     | [ 39 ] |
| 1965      | CBC Show of the Week        | Pequeña dama vieja | 1 episodio                                     |        |